# День Державного прапора України
День Держа́вного пра́пора Украї́ни — державне свято України, присвячене одному з її державних символів — прапору України. Відзначається щорічно 23 серпня.

## Статус
На загальнодержавному рівні свято встановлено указом Президента України Леоніда Кучми № 987/2004 «Про День Державного Прапора України» від 23.08.2004. Цей указ було доповнено Указом Президента України Віктора Ющенка № 602/2009 «Про внесення змін до Указу Президента України від 23 серпня 2004 року N 987», яким було засновано підняття Прапора України у День Державного прапора України і під час інших державних свят та проведення загальнодержавних заходів. Поточну редакцію указу опубліковано на сайті Верховної Ради України.

## Історія свята

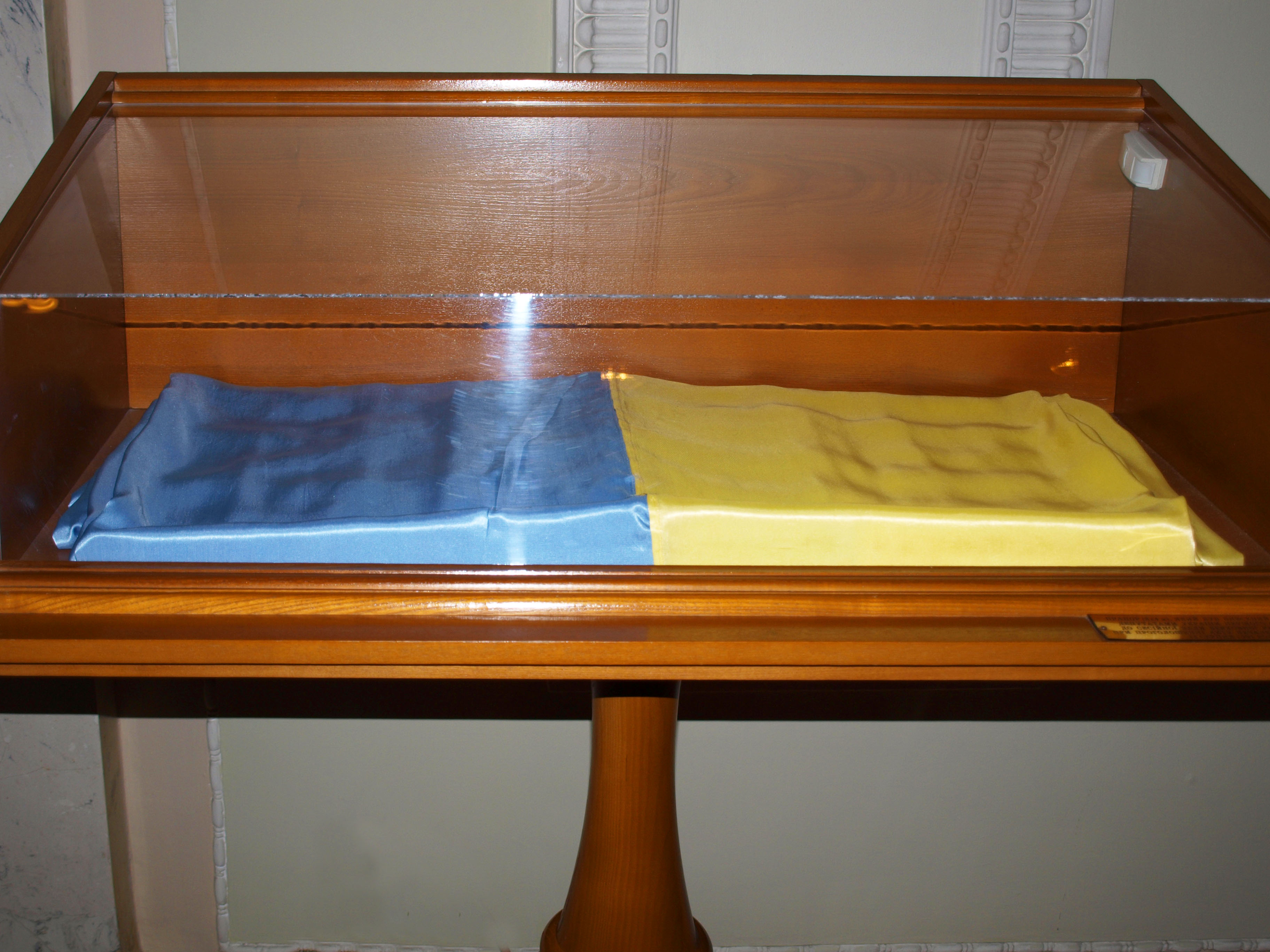
Прапор, внесений у сесійний зал Верховної Ради 24 серпня 1991

Раніше День Державного прапора святкувався тільки в Києві на муніципальному рівні. Столиця відзначала це свято 24 липня. Саме цього дня у 1990 році синьо-жовтий прапор було піднято над київською мерією.
За офіційною версією, 23 серпня 1991 року — після провалу путчу в Москві — група народних депутатів внесла синьо-жовтий український прапор у сесійний зал Верховної Ради. Освячення прапора було проведено священиком УАПЦ Петром Бойком. Якраз до цієї події і прив'язаний Указ Президента України, Л.Кучми, «Про День Державного Прапора України» № 987/2004, написана відповідна картина на стіні ВРУ, а цей прапор, як реліквія, урочисто зберігається під склом в музеї ВРУ. Наступного дня Україна проголосила незалежність.
Проте учасники тих подій називають іншу дату внесення прапора до зали засідань. Це підтверджує стенограма засідання позачергової сесії Верховної Ради України від 24 серпня 1991 року:
| Лубківський Р. М.: «Шановні народні депутати, український народ! Сьогодні завершується торжество історичної справедливості. Ми повертаємося в лоно цивілізованих держав, опираючись на багатовікову традицію нашої державності – демократичної, миролюбивої і відкритої для всього світу. Виходячи з цієї традиції і з традиції пошани до національних святинь, а також традицій боротьби за незалежну Українську соборну демократичну державу, пропоную внести національний український жовто-синій прапор і встановити в приміщенні і на куполі Верховної Ради України… Чорновіл В. М.: «Шановні колеги! Я хочу запропонувати невеличке доповнення. Мені сказали, що на вулиці є той прапор, з яким українці стояли на барикадах біля Верховної Ради Росії. Я прошу, щоб саме цей прапор був встановлений у нашому залі. І ще я пропоную, щоб до того, коли приймемо рішення про національну символіку, про національний прапор, наш прапор був піднятий над куполом верховної Ради».[5] |
Однак до зали внесли інший прапор, про що згадував народний депутат Микола Поровський:
| «23 серпня, вранці, у будинку Спілки письменників зібралась Велика Рада Руху за участю всіх депутатів Народної Ради... Напередодні я розіслав у всі краєві організації Руху телефонограму із наказом негайно організувати масовий приїзд до Києва під стіни Верховної Ради членів Руху та наших прихильників. Переважна більшість організацій наказ виконала. Поїздами і автобусами до Києва виїхали десятки тисяч маніфестантів. Тож рано-вранці 24 серпня, я заїхав до Секретаріату, щоб пересвідчитись, чи підготовили прапори, транспаранти та гасла для маніфестантів і все інше необхідне згідно з розробленим планом цієї маніфестації. Віктор Бурлаков, який вже чотири дні днював і ночував у Секретаріаті, організовуючи акції спротиву ГКЧП, у залі засідань розгладжував праскою складки тканини величезного синьо-жовтого прапора. Це знамено пошили напередодні членкині жіночої громади Руху… Від Софіївського майдану надійшла маніфестація, котра принесла під стіни Верховної Ради величезне полотнище синьо-жовтого прапора. На майдані його освятив єпископ УАПЦ Володимир (Романюк). Процесія передала прапор нам, народним депутатам. Всі ми клякнули на коліна і поцілували край знамена. Я тримав правий край прапора, а протилежний його кінець ніс В’ячеслав Чорновіл. Ми рушили із знаменом до Верховної Ради».[6][7] |
Після проголошення незалежності України, 4 вересня 1991 — після триразового голосування і погрози Голови Верховної Ради України Леоніда Кравчука, що він подасть у відставку, якщо питання не буде вирішено, — синьо-жовтий національний прапор урочисто піднято над будинком парламенту.
18 вересня 1991 року Президія Верховної Ради України своєю Постановою «Про прапор України» фактично надала синьо-жовтому біколору статус офіційного прапора країни. З цього дня під цим прапором починають зустрічати іноземних гостей, складати присягу військовослужбовці, працювати посольства України, він вивішується в ООН.
28 січня 1992 року Верховна Рада України прийняла постанову Про затвердження державним прапором України Національного прапора (хоча і далі діяла стара Конституція, де як державні описувалися символи колишньої УРСР). В ній зазначається: "Державний Прапор України «являє собою прямокутне полотнище, яке складається з двох рівних за шириною горизонтально розташованих смуг: верхньої — синього кольору, нижньої — жовтого кольору, із співвідношенням ширини прапора до його довжини 2:3».
Свято встановлено в Україні «…На вшанування багатовікової історії українського державотворення, державної символіки незалежної України та з метою виховання поваги громадян до державних символів України…» згідно з Указом Президента України, Л. Кучми, «Про День Державного Прапора України» від 23 серпня 2004 року № 987/2004.
У 2009 році Президент України Віктор Ющенко вніс зміни до цього указу, заснувавши щорічну офіційну церемонію підняття прапора 23 серпня по всій Україні.

## Проведення свята
На честь свята відбувається здійснення комплексу урочистих заходів, зокрема проведення щороку 23 серпня о 9 годині офіційної церемонії підняття прапора України в Києві, обласних та районних центрах, інших населених пунктах України, за участю діячів науки та культури, представників міжнародних, громадських, релігійних організацій, політичних партій.
Звичайні громадяни України та діаспора, підприємства, державні установи та організації вивішують прапор України.
23-25 серпня 2015 року на Софійській площі у Києві відбулась виставка «прапорів-реліквій».
На ній представили понад 60 національних прапорів: бойових, волонтерських, з Національного музею історії, а також фрагмент легендарного прапора з телевежі на горі Карачун.
| Зображення | Прапор-реліквія                                             | Опис |
| ---------- | ----------------------------------------------------------- | --- |
|            | Виставка «Прапорів-реліквій»                                | На виставці представили понад 60 національних стягів. |
|            | Прапор з дисидентського мітингу 1988 року                   | 9 березня 1988 р. активісти Українського культурологічного клубу (дисидентської організації) зібралися біля пам'ятника Тарасові Шевченку (Київ) з 30 саморобними прапорцями. Учасники мітингу надягали прапорці на дерев'яні древка вже перед самим пам'ятником, оскільки так легше було їх сховати від можливого обшуку в дорозі. Водночас публічна демонстрація української національної символіки, зокрема синьо-жовтого прапора, переслідувалася і каралася радянською владою. |
|            | Фрагмент прапора з телевишки на горі Карачун                | 14 травня 2014 року нацгвардієць Мирослав Гай разом із десантником 95-ї окремої аеромобільної бригади Сергієм Шевчуком без жодної страховки встановили цей прапор на верхівці 120-метрової телевізійної вежі на горі Карачун поблизу Слов'янська. Згодом внаслідок обстрілів з боку бойовиків вежу було зруйновано, але Мирослав, ризикуючи життям, знайшов серед уламків клаптик стяга і забрав його з собою. |
|            | Прапор з-під Іловайська                                     | Державний прапор України, подарований солдату 93 ОМБр Олександру Куренку його другом перед відправкою в зону АТО. Прапор використовувався підрозділом зенітників, у якому служив О.Куренко. Під час виходу з «Іловайського котла» 29 серпня 2014 року прапор був у машині ЗІЛ-131 із зенітною установкою в кузові. Машина була обстріляна, двоє бійців загинуло, а інші пересіли на вцілілий автотранспорт 93-ї бригади. Пізніше вони потрапили в російський полон. Понівечений прапор виявлено у згорілій машині ЗІЛ-131 пошуковою групою Місії «Евакуація 200» («Чорний тюльпан») під час розшуку загиблих українських вояків у вересні 2014 року. |
|            | Прапор 92-ї ОМБр                                            | Державний прапор України, який був закріплений на антені одного з танків Т-64БВ 92-ї окремої механізованої бригади, яка у ніч з 27 на 28 серпня 2014 року намагалась прорвати оточення російських військ під Іловайськом. Колона ротно-тактичної групи була розстріляна артилерією та кулеметним вогнем супротивника. 11 бійців загинуло, чимало було поранено. Загиблих українських військовослужбовців поховали місцеві мешканці з сіл Новозар'ївка та Колоски Старобешівського району Донецької області. Вони ж знайшли та сховали від російських військових і ДНРівців національний прапор. Коли у вересні 2014 року пошуковці Місії «Евакуація-200» («Чорний тюльпан») ексгумовували братську могилу загиблих бійців 92-ї бригади, місцеві мешканці передали їм цей прапор. |
|            | Прапор штабу сектора «С» у Дебальцевому                     | Прапор виготовили учні Новоград-Волинського вищого професійного училища (Житомирська область). З грудня 2014 до січня 2015 року перебував у штабі сектору «С» у м. Дебальцеве (Донецька область). Наприкінці січня 2015 прапор повернувся до Новоград-Волинського, де його розмістили у Музеї бойової слави. |
|            | Прапор з району бойових дій на Луганщині                    | Обгорілий прапор знайшли під час боїв у селищі Побєда (Новоайдарський район Луганської області). Волонтери зняли його зі спаленої бронемашини сил АТО. |
|            | Прапор 28 ОМБр                                              | Прапор 4-ї механізованої роти 2-го механізованого батальйону 28-ї окремої механізованої бригади. Отриманий від волонтерів. Стяг майорів на українських позиціях під Мар'їнкою, коли 3 червня 2015 року їх спробували штурмувати бойовики. Опорний пункт підрозділу перебуває на першій лінії оборони. Рота першою зустріла наступ бойовиків, але бійці вистояли та перемогли, відкинувши ворога. |
|            | Прапор 41 ОМПБ (Чернігів)                                   | Прапор 41-го окремого мотопіхотного батальйону, що бере участь в АТО. |
|            | Прапор 53 ОМБ                                               | Прапор взводного опорного пункту 53-ї окремої механізованої бригади. Підрозділ сформований у серпні 2014 року. Під цим прапором бійці бригади у жовтні-грудні 2014 року, а також з лютого до липня 2015 року виконували бойові завдання з утримання стратегічно важливої Бахмутської траси в Луганській області. У серпні 2015 бійці тримали оборону на опорному пункті «Вінець» біля Авдіївки Донецької області. |
|            | Прапор 55 ОАБ                                               | Прапор 5-го дивізіону артилерійської розвідки 55-ї окремої артилерійської бригади. Під цим стягом з липня 2014 року артилеристи виконували бойові завдання у секторах «Б» і «Д», підтримуючи вогнем сили 93-ї окремої механізованої бригади. Дивізіон неодноразово вступав в артилерійські дуелі з російськими військами, зокрема під Амвросіївкою та Іловайськом в серпні 2014, відтак біля Авдіївки, Донецького аеропорту, Маріуполя, Волновахи. За мужність то героїзм 2 офіцери дивізіону нагороджені орденом Богдана Хмельницького ІІІ ступеня. |
|            | Прапор 79 ОАМБ                                              | Державний прапор мінометної батареї 79-і окремої аеромобільної бригади. У листопаді — грудні 2014 року батарея «Цунамі» займала позицію в селищі Піски біля Донецька. За традицією, на прапорі залишали свої побажання командири «кіборгів», які йшли на ротацію з Донецького аеропорту, дякуючи мінометникам за вогневу підтримку. Цей прапор пройшов довгий бойовий шлях: від Миколаєва до КПП «Довжанський» на українсько-російському кордоні, і від Красного Лиману до Маріуполя. |
|            | Прапор Зведеного загону Повітряних Сил Збройних Сил України | У вересні 2014 року почалося формування зведеного загону з числа добровольців-військовослужбовців Повітряних Сил для участі в АТО. У серпні 2015 року військові несли службу в районі міста Авдіївка (Донецька область). У надважких умовах вони обороняли ключову позицію поблизу Донецького аеропорту. |
|            | Прапор спеціального загону ВМС України                      | Військово-морський прапор окремого спеціального загону боротьби з підводними диверсійними силами та засобами противника Військово-Морських Сил Збройних Сил України. Моряки-спецпризначенці вивезли свій військово-морський прапор із тимчасово окупованої території Криму. Надалі під цим прапором загін виконував бойові завдання біля Маріуполя. |
|            | Прапор 36-ї окремої бригади морської піхоти                 | Прапор 36-ї окремої бригади морської піхоти. Ці стяги морські піхотинці вивезли після анексії Криму з селища Перевальне Сімферопольського району, міст Феодосія та Керч, де до березня 2014 року дислокувалися батальйони морської піхоти та підрозділи бригади берегової оборони. У серпні 2015 морські піхотинці обороняли передові рубежі біля Маріуполя. |
|            | Прапор з науково-дослідного судна «Горизонт» 1990-ті pp.    | 1996 року Велика Британія подарувала Україні свою наукову станцію «Фарадей» в Антарктиці. Станція отримала назву «Академік Вернадський», і відтоді українські науковці ведуть дослідження у цьому регіоні. Для перших експедицій до узбережжя Антарктиди використовувалися експедиційні судна льодового класу «Горизонт» і «Ернст Кренкель». |
|            | Прапор Миколи Подрезана                                     | Президент України Петро Порошенко і Микола Подрезан під прапором, з яким мандрівник у інвалідному візку подорожував 35-ма містами світу. |
|            | Прапор українських пластунів 1931 року                      | Прапор 2-го Пластового куреня імені Лесі Українки гімназії м. Ржевніце (Чехословаччина). |